# Seznam hrdinů ČSSR
Seznam nositelů státního vyznamenání čestného titulu hrdina ČSSR je zpracován podle údajů uložených v úřední matrice Kanceláře prezidenta Československé socialistické republiky. Bylo uděleno 31 těchto titulů, po roce 1990 byla 32. zlatá hvězda hrdiny ČSSR darována Národnímu muzeu.
1. Ludvík Svoboda, armádní generál - 24. listopadu 1965
2. Karol Šmidke, in memoriam - 20. ledna 1967
3. Vladimír Clementis, in memoriam - 29. dubna 1968
4. Josef Frank, in memoriam - 29. dubna 1968
5. armádní generál Karel Klapálek - 24. května 1968
6. Gustáv Husák, 1. tajemník ÚV KSČ - 23. srpna 1969
7. Ladislav Novomeský - 23. srpna 1969
8. Jan Šverma, in memoriam - 23. srpna 1969
9. Andrej Antonovič Grečko, maršál Sovětského svazu a ministr obrany SSSR - 5. října 1969
10. Kiril Semjonovič Moskalenko, maršál SSSR - 5. října 1969
11. kpt. Rudolf Jasiok, in memoriam (velitel tankové čety) - 6. října 1969
12. pplk. Josef Kholl, in memoriam (velitel praporu čs. samostatné brigády) - 6. října 1969
13. kpt. František Vrána, in memoriam - 6. října 1969
14. kpt. Vendelín Opatrný, in memoriam - 6. října 1969
15. armádní generál Ludvík Svoboda - 30. dubna 1970
16. maršál Andrej Ivanovič Jerjomenko - 28. dubna 1970
17. maršál Ivan Stěpanovič Koněv - 28. dubna 1970
18. maršál Matvej Vasiljevič Zacharov - 28. dubna 1970
19. generál Dmitrij Danilovič Leljušenko - 28. dubna 1970
20. maršál Ivan Ignaťjevič Jakubovskij - 28. dubna 1970
21. Gustáv Husák, generální tajemník ÚV KSČ - 9. ledna 1973
22. Ludvík Svoboda, prezident ČSSR - 30. května 1975
23. Leonid Iljič Brežněv, generální tajemník ÚV KSSS - 29. října 1976
24. Gustáv Husák, gen. tajemník ÚV KSČ a prezident ČSSR - 7. ledna 1983
25. Leonid Iljič Brežněv, generální tajemník ÚV KSSS - 5. května 1970
26. Vladimír Remek, letec kosmonaut - 27. dubna 1978
27. Jurij Viktorovič Romaněnko, letec kosmonaut SSSR - 27. dubna 1978
28. Georgij Michajlovič Grečko, letec kosmonaut SSSR - 27. dubna 1978
29. Alexej Alexandrovič Gubarev, letec kosmonaut SSSR - 27. dubna 1978
30. Leonid Iljič Brežněv, gen. tajemník ÚV KSSS a předseda prezídia nejvyššího sovětu SSSR - 16. prosince 1981
31. maršál Dmitrij Fjodorovič Ustinov, ministr obrany SSSR - 6. října 1982

V době trvání ČSSR (1960-90) byli za hrdiny označeni také tři českoslovenští držitelé vyznamenání Hrdina Sovětského svazu, a to Ludvík Svoboda, Vladimír Remek a Gustáv Husák.